# Dioscorea riedelii
Dioscorea riedelii är en enhjärtbladig växtart som beskrevs av Reinhard Gustav Paul Knuth. Dioscorea riedelii ingår i släktet Dioscorea och familjen Dioscoreaceae. Inga underarter finns listade i Catalogue of Life.